# Рыночная церковь (Эссен)
Рыночная церковь (нем. Marktkirche) — евангелическая церковь в центральном районе города Эссен — Штадткерн (федеральная земля Северный Рейн-Вестфалия). Церковь расположена на улице Flachsmarkt в непосредственной близости от Эссенского собора.

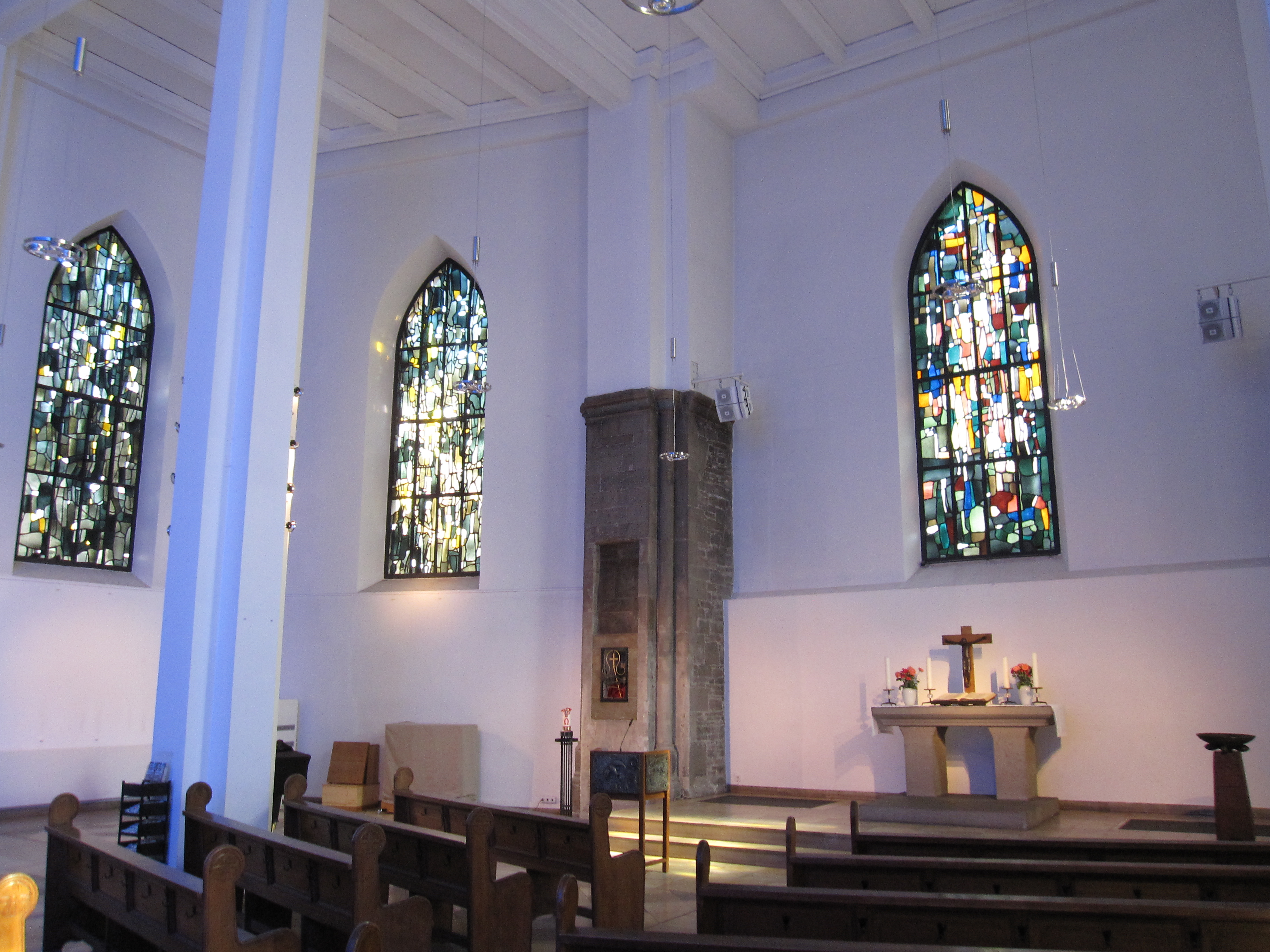
Интерьер церкви

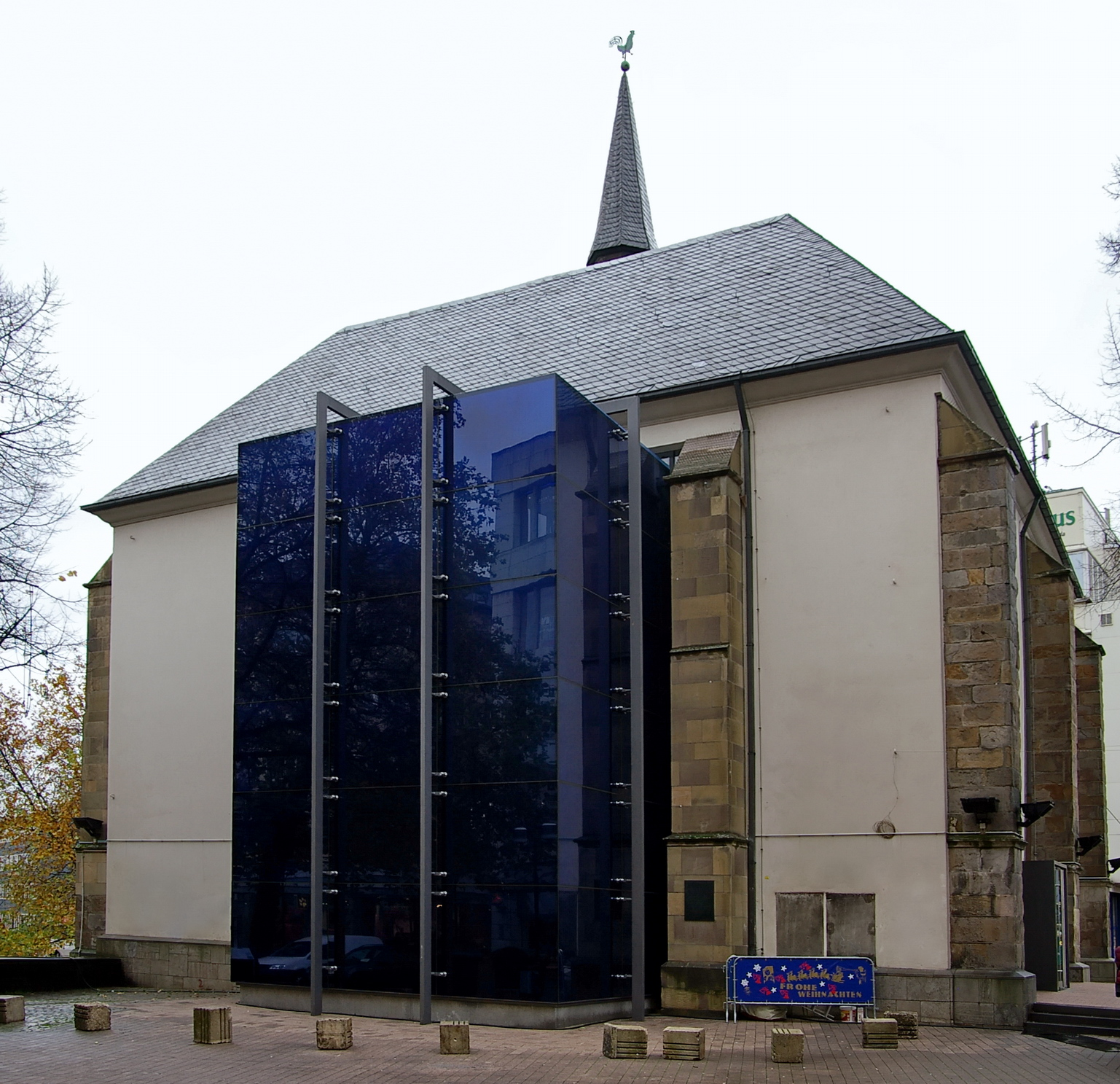
Новый хор из синего стекла

Первое упоминание о Рыночной церкви относится к первой половине XI века. В завещании аббатисы Эссенского монастыря Теофаны говорится о том, что в этой церкви должны зажигаться свечи в память о Святой Гертруде — покровительнице торговцев и путешественников. Вероятно, церковь возникла около 1043 года, когда аббатиса Теофана получила от императора Генриха III право ведения торговли для Эссенского монастыря и, соответственно, возникла необходимость создания церкви для рыночного люда. Рынок Эссена располагался прямо на пути Hellweg — главной средневековой дороге региона, соединяющая место впадения Рура в Рейн в Дуйсбурге и Тевтобургский Лес в окрестностях Падерборна, и находился под непосредственной защитой императора.

В Средние века церковь также служила местом заседания городского магистрата. В XVI веке город Эссен примкнул к Реформации и Рыночная церковь 28 апреля 1563 году становится евангелической. Первым евангелическим пастором стал Генрих Баренброх. Первую евангелическую службу в Рыночной церкви он провёл 2 мая. Баренброх был похоронен в Рыночной церкви в 1587 году. До 1890 года церковь официально носила имя Святой Гертруды.

В ходе второй мировой войны во время стратегических бомбардировок, проводимых британскими ВВС, церковь была практически полностью разрушена. Решение о восстановлении церкви было принято в 1952 году благодаря усилиям немецкого архитектора Штурма Кегеля. При этом западная колокольная башня восстановлена не была. В 2006 году к церкви был пристроен новый западный хор из синего стекла.